# Станіслаус (округ, Каліфорнія)
Шаблон:StateAbbr_ 37°34′ пн. ш. 120°59′ зх. д. / 37.56° пн. ш. 120.99° зх. д.
Округ Станіслаус (англ. Stanislaus County; МФА: /ˈstænɪslɔːs/ або /ˈstænɪslɔː /) — округ (графство) у штаті Каліфорнія, США. Ідентифікатор округу 06099.

## Історія
Округ утворений 1854 року.

## Демографія
За даними перепису
2000 року
загальне населення округу становило 446997 осіб, зокрема міського населення було 407092, а сільського — 39905.
Серед мешканців округу чоловіків було 219912, а жінок — 227085. В окрузі було 145146 домогосподарств, 109517 родин, які мешкали в 150807 будинках.
Середній розмір родини становив 3,47.
Віковий розподіл населення поданий у таблиці:
| Стать    | До 15 років | 15-21 | 22-29 | 30-39 | 40-49 | 50-65 | 65-85 | Понад 85 |
| -------- | ----------- | ----- | ----- | ----- | ----- | ----- | ----- | -------- |
| Чоловіки | 59376       | 25251 | 23634 | 33021 | 31135 | 28004 | 17681 | 1810     |
| Жінки    | 56698       | 24278 | 23485 | 33332 | 32089 | 29997 | 23197 | 4009     |

## Виноски
1. ↑  U.S. Decennial Census. United States Census Bureau. Процитовано 31 травня 2014.
2. ↑  Historical Census Browser. University of Virginia Library. Архів оригіналу за 11 серпня 2012. Процитовано 31 травня 2014.
3. ↑  Population of Counties by Decennial Census: 1900 to 1990. United States Census Bureau. Процитовано 31 травня 2014.
4. ↑  Census 2000 PHC-T-4. Ranking Tables for Counties: 1990 and 2000 (PDF). United States Census Bureau. Процитовано 31 травня 2014.
5. ↑  American Fact Finder - Results. Бюро перепису населення США. Архів оригіналу за 14 лютого 2020. Процитовано 19 квітня 2019. [Архівовано 2020-02-14 у Archive.is](англ.) Наведено за англійською вікіпедією.
6. ↑  American FactFinder. Бюро перепису населення США. Архів оригіналу за 26 лютого 2012. Процитовано 31 січня 2008. [Архівовано 2008-05-21 у Wayback Machine.]

| США | Це незавершена стаття з географії США. Ви можете допомогти проєкту, виправивши або дописавши її. |